# Ӏ
Ӏ, genannt Palotschka (russisch па́лочка pálotschka „Stäbchen, Stöckchen“), ist ein diakritischer Buchstabe des kyrillischen Alphabets, der in verschiedenen kaukasischen Sprachen (z. B. Tschetschenisch, Kabardinisch, Awarisch oder Adygeisch) verwendet wird. Er signalisiert, dass der vorhergehende Konsonant ein Ejektiv ist, in einigen Sprachen übernimmt er auch die Funktion des glottalen Plosivs (z. B. kabardinisch елъэӏуащ [jaɬaˈʔʷaːɕ] „er bat sie um etwas“), im Tschetschenischen die des stimmhaften pharyngalen Frikativs.
Vom Aussehen her ist er identisch mit dem lateinischen Großbuchstaben I (und dem ukrainischen und belarussischen Großbuchstaben І) und wird, falls nicht verfügbar, heutzutage auch häufig durch diese Zeichen ersetzt. Ursprünglich wurde für ihn auf sowjetischen Schreibmaschinen die Ziffer 1 gesetzt, die dort stets die Form des Großbuchstaben I hatte, den es im Russischen seit der Rechtschreibreform von 1918 nicht mehr gab, so dass die Ziffer 1 auch zur Schreibung römischer Zahlen verwendbar sein musste (man schrieb z. B. die römischen Zahlen 1–6 als І, П, Ш, ІУ, У, УІ; dafür sahen arabische Zahlen etwa so aus: І9І8).
Die Palotschka gilt nur dort als eigener Buchstabe, wo sie einen eigenen Laut bezeichnet. Wo sie diakritische Funktion hat, werden die Kombinationen aus Konsonantenbuchstabe und Palotschka gemeinsam als Buchstabe im Alphabet aufgeführt (vergleiche гӏ, кӏ, пӏ, тӏ, хӏ, цӏ und чӏ im tschetschenischen Alphabet).

Palotschka in Schriftart Times New Roman, Form der Minuskel mit der Glyphe des kleinen lateinischen L.

Ähnlich wie bei ъ und ь gibt es bei der Palotschka historisch keine verschiedenen Formen für Groß- und Kleinbuchstaben, wobei die traditionell verwendete Form grafisch sich eher in die Groß- als in die Kleinbuchstaben einfügt. Daher wurde 2006 in Unicode 5.0 an der Position U+04CF der Kleinbuchstabe ӏ hinzugefügt, der jedoch in noch weniger Schriftarten verfügbar ist als der bereits seit der ersten Unicode-Version von 1991 (etwas weiter vorn im Unicode-Block Kyrillisch, an der Position U+04C0) verfügbare „Großbuchstabe“ Ӏ. Die Funktion des Kleinbuchstabens ist jedoch etwas unklar, da der Unicode-Standard selbst beim „Großbuchstaben“ den Hinweis enthält: „normalerweise ohne Groß-/Kleinschreibung, aber der formelle Kleinbuchstabe ist 04CF ӏ“. Nicht in allen Schriftarten sind beide Formen identisch: Es existieren auch Schriftarten, in denen der Kleinbuchstabe die Glyphe eines kleinen lateinischen L besitzt; in manchen Schriftarten besitzen dagegen beide Formen die Glyphe des großen lateinischen und kyrillischen I, aber der Kleinbuchstabe wird entsprechend der europäischen typographischen Tradition mit Oberlänge über der Versalhöhe etwas größer dargestellt.

## Zeichenkodierung
| Standard  | Standard    | Majuskel Ӏ               | Minuskel ӏ                     |
| --------- | ----------- | ------------------------ | ------------------------------ |
| Unicode   | Codepoint   | U+04C0                   | U+04CF                         |
| Unicode   | Name        | CYRILLIC LETTER PALOCHKA | CYRILLIC SMALL LETTER PALOCHKA |
| UTF-8     | UTF-8       | D3 80                    | D3 8F                          |
| XML/XHTML | dezimal     | &#1216;                  | &#1231;                        |
| XML/XHTML | hexadezimal | &#x04C0;                 | &#x04CF;                       |